# سایتوس
سایتوس (انگلیسی: Cytus) یک بازی ویدئویی نوبتی تک‌نفره برای سکوهای آی‌اواس، اندروید، پلی‌استیشن ویتا، پلی‌استیشن موبایل می‌باشد که توسط ریاراک گیمز توسعه و نشر پیدا کرده است.